# Fränkische Schweiz
Fränkische Schweiz er en landskabsregion i Franken (Bayern, Tyskland). Karakteristisk for området er det bjergrige landskab med markante bjergformationer og grotter, samt et stort antal borge og ruiner.

## Geografi
Fränkische Schweiz er den nordlige del af Fränkischen Alb.
Området indrammes af floderne Main mod nord, Regnitz mod vest og Pegnitz mod øst. Det egentlige område af Fränkischen Schweiz omfatter i hovedsagen afvandingsområdet for floden Wiesent.
Regionen strækker sig over dele af landkreisene Bamberg, Bayreuth, Forchheim og Lichtenfels. De kendeste byer er Pottenstein, Gößweinstein, Muggendorf, Ebermannstadt, Streitberg og Waischenfeld.
Området grænser til:
- mod nord: Obermainland
- mod øst: Bayreuth
- mod syd: Erlangen
- mod vest: Forchheim
- mod nordvest: Bamberg

### Geologi
Fränkische Schweiz er præget af kalk- og dolomitklipper fra juratiden (Malm). Det drejer sig typisk om Karstlandskaber med dybe indskårne floddale og tørre nærringsfattige højsletter. I kalkstenene er der fundet mange fossiler, især ammoniter.

## Turisme
Fränkische Schweiz er et af de ældste turistområder i Tyskland. De første klatrere begyndte at komme i området i begyndelsen af 1800-tallet. De mest benyttede attraktioner er de mange huler og grotter, men der er også mange meget brugte vandreruter og stier i området.

### Bjerge
Det kendteste bjerg i området går under navnet "Walberla", men har det officielle navn Ehrenbürg, og ligger øst for Forchheim. Ehrenbürg har to toppe , Rodenstein på 532 meter og Walberla på 512 meter. På bjerget er der et lille kapel, med navn Walburgis kapellet (efter helgeninden Valborg) som kendes fra et gammelt dokument fra 1360, og har ført til navnet på bjerget.
Andre bjerge er
- Leienfels(nær Pottenstein), 590 meter
- Spiegelfels along with the Pfarrfelsen nær Affalterthal, Markt Egloffstein, 468 meter
- Wichsenstein (nær Gößweinstein), 587 meter
- Signalstein (nær Wolfsberg, Obertrubach), 582 meter
- Small Kulm (nær Körbeldorf), 623 meter
- Hohenmirsberger Plateau (nær Pottenstein), 614 meter
- Neubürg (nær Wohnsgehaig), 587 meter
- Tannenberg, 599 meter
- Graubühl (nær Creußen), 569 meter

Fränkische Schweiz er et vigtigt område for bjergbestigning. Med mere end 6.500 er det et af de mest udviklede klatreområder i verden.
Vigtig klatreområder:
- Trubach Valley
- Walberla
- Wiesent Valley
- Leinleiter Valley
- Püttlach Valley
- Aufseß Valley

### Grotter
Der er utallige grotter i Fränkische Schweiz, hvor Teufelshöhle ved Pottenstein er den mest berømte.
Forskellig grotter:
- Binghöhle (nær Streitberg)
- Teufelshöhle (nær Pottenstein)
- Sophienhöhle (i Ailsbach dalen)
- Oswaldhöhle (nær Muggendorf)
- Rosenmüllershöhle (nær Muggendorf)
- Quackenschloß (nær Engelhardsberg),
- Zoolithenhöhle (nær Burggailenreuth)
- Esperhöhle (nær Gößweinstein)
- Förstershöhle (i Zeubach dalen)
- Schönsteinhöhle
- Klauskirche (nær Betzenstein)
- Riesenburg (nær Doos)
- Hasenlochhöhle (nær Pottenstein),kendt for at have været en bolig i stenalderen.

### Borge
Fränkische Schweiz ligger ved den såkaldte Burgenstraße, som forbinder mere end 70 slotte og borge mellem Mannheim og Prag. De fleste er fra middelalderen.
De følgende kan besøges:
- Ruinen af slottet Wolfsberg
- Unteraufseß Slot
- Ruinen af slottet Neideck
- Ruinen af slottet Neidenstein
- Ruinen af slottet Streitburg (Markt Wiesenttal)
- Gößweinstein Slot
- Egloffstein Slot
- Greifenstein Slot (Stauffenberg slægten).
- Rabenstein Slot
- Rabeneck Slot
- Pottenstein Slot
- Waischenfeld Slot
- Ruinen af slottet Bärnfels
- Ruinen af slottet Leienfels
- Ruinen af slottet Stierberg
- Ruinen af slottet Wildenfels